# Делавранча, Целла
Целла Делавранча рум. Cella Delavrancea; 15 декабря 1887, Бухарест — 9 августа 1991, там же) — румынская пианистка, писательница и музыкальный педагог.

## Биография
Дочь писателя Барбу Штефанеску Делавранча. Сперва училась игре на фортепиано у своей матери, затем в консерваториях Бухареста и Парижа.
Концертировала по странам Европы, часто в дуэте с музыкантом и композитором Джо́рдже Эне́ску. В 1950—1954 годах преподавала в Школе музыки в Бухаресте, а с 1954 года — в Бухарестской консерватории, где в числе её известных учеников был Раду Лупу.
С 1929 года занималась литературным творчеством. Печаталась в журнале Тудора Аргези Bilete de papagal, а также Cuvântul, Muzică și poezie, Timpul, Curentul, România Literară, Revista Fundațiilor Regale. После 1935 года сотрудничала с журналами Cuvântul , Muzică și poezie , Timpul , Curentul , România Literară , Revista Fundațiilor Regale и др., после 1950 года — с Contemporanul , Gazeta literară , Secolul XX.
Автор повестей, рассказов, романов и мемуаров, в которых она описала свои встречи с П. Валери, Р. Рахманиновым, Р. Рильке, Г. Форе и другими видными деятелями культуры.
Дала свoй пocлeдний coльный кoнцepт, выxoдя 6 paз на биc, в вoзpaстe 103 лeт.

## Избранные произведения
- Vraja, новелла, Cultura Națională, 1946
- O vară ciudată, роман, 1975
- Arpegii în ton major, București, 1970
- Mozaic în timp, București, 1973
- Trepte muzicale, București, 1984
- Dintr-un secol de viață, București,1987
- Scrisori către Filip Lahovari, București, 1998 и др.

Трижды была замужем, поддерживала романтические отношения с Нае Ионеску. Похоронена на кладбище Беллу.

## Память
- В 2018 году почта Румынии выпустила марку с её изображением в серии «Известные румыны».